# Битва за Йонсан
Битва при Йонсане произошла между силами ООН и Корейской народной армии (КНА) в начальном периоде Корейской войны и длилась с 1 по 5 сентября 1950 близ деревни Йонсан (Южная Корея). Битва стала частью сражения за Пусанский периметр и была одной из серии масштабных сражений, которые проходили одновременно. Битва закончилась победой сил ООН, после того как многочисленные силы США и южнокорейской армии (ROK) отразили мощную атаку северокорейцев.
В ходе проходящей поблизости второй битвы у реки Нактонган северокорейцы прорвались через позиции 2-й пехотной дивизии армии США вдоль реки Нактонган. Воспользовавшись брешью в обороне северокорейское командование бросило 4-ю и 9-ю северокорейские дивизии в наступление на деревню Йонсан, находившуюся к востоку от реки и представлявшую ворота линий снабжения и переброски подкреплений ООН, что привело к сражению за Йонсан.
Северокорейцам удалось быстро захватить Йонсан поскольку вторая дивизия была рассечена надвое противником, просочившимся в области выступа реки Нактонган. Генерал-лейтенант Уолтон Уокер, понимавший какую опасность несёт наступление противника бросил в контратаку 1-ю временную бригаду корпуса морской пехоты. В ходе трёх дней тяжёлых боёв армейцам и морпехам удалось выбить северокорейцев из города и разбить две наступавшие дивизии противника. Эта победа стала ключом к победе в битве за выступ реки Нактонган.

## Предыстория

### Пусанский периметр
После начала Корейской войны и вторжения северокорейцев на территорию Южной Кореи КНА обладала преимуществом в численности и вооружении над армией Южной Кореи (ROK) и силами ООН, направленных в Южную Корею чтобы предотвратить её коллапс. Северокорейская стратегия заключалась в агрессивном преследовании сил ООН и ROK по всем направлениям, ведущим на юг, и в вовлечении их в бои, атаке с фронта и попытках обхода с обоих флангов (манёвром «клещи»), добиваясь окружения и отсечения противника ввиду чего силам ООН приходилось отступать в беспорядке часто бросая при этом большую часть снаряжения. Начиная с первоначального наступления 25 июня, в ходе июля и начала августа северокорейцы с успехом применяли свою стратегию, разбивая все силы ООН и отбрасывая их на юг. Однако после того как восьмая армия США создала в августе Пусанский периметр, силы ООН удерживали непрерывную оборонительную линию вдоль полуострова, которую северокорейцы уже не могли обойти. Их численное преимущество сокращалось ежедневно, поскольку более лучшая система тылового обеспечения ООН доставляла войска и снаряжения силам ООН.
5 августа силы КНА приблизились к Пусанскому периметру. Северокорейцы предприняли схожую стратегию: фронтальное наступление с четырёх главных подходов к периметру. В течение августа 6-я и позднее 7-я северокорейские дивизии сражались с 25-й американской пехотной дивизией в битве при Масане. Первоначально северокорейцам удалось отразить контрнаступление сил ООН, затем они атаковали Комам-ни и высоту Бэтл-Маунтин. Хорошо оснащённым силам ООН, обладавшим большими резервами, удалось отражать периодические атаки северокорейцев. К северу от Масана 4-я северокорейская дивизия вступила в сражение с 24-й американской пехотной дивизией (см. первая битва за реку Нактонган). В ходе этой битвы северокорейцам не удалось удержать свой плацдарм на другом берегу реки, поскольку в бой вступали всё новые многочисленные американские резервы. 19 августа 4-я северокорейская дивизия потеряла половину своего состава и была отброшена за реку. В районе Тэгу три дивизии ООН в ходе т. н. битвы за Тэгу отбили несколько атак пяти северокорейских дивизий, наступавших на город. Особенно тяжкие бои разгорелись в т. н. долине Боулинга, где наступавшая 13-я северокорейская дивизия была почти полностью уничтожена оборонявшимися частями союзников. На восточном побережье силам ROK в битве за Пхохан удалось отразить атаки трёх северокорейских дивизий. По всему фронту северокорейцы терпели поражения, от которых так и не оправились, впервые их стратегия не сработала.

### Сентябрьское наступление
При планировании нового наступления северокорейское командование решило, что любые попытки обойти силы ООН с флангов невозможны благодаря господству флота ООН. Вместо этого они выбрали наступление с фронта с целью прорвать и обвалить периметр, считая это своей единственной надеждой достичь успеха в сражении. Основываясь на советских разведданных, северокорейцы были осведомлены, что ООН накапливает силы у Пусанского периметра и вскоре пойдет в наступление, если КНА не одержит победу. Вторичной целью было окружить Тэгу и уничтожить части ООН и ROK, находящиеся в городе. В качестве части боевой задачи северокорейские части должны были сначала перерезать линии снабжения противника ведущие к Тэгу.
20 августа северокорейское командование выпустило оперативные приказы для подчинённых им частей. Командование решило атаковать силы ООН одновременно с пяти направлений. Эти наступления должны были ошеломить защитников периметра, позволить северокорейцам прорвать линии, по крайней мере, в одной точке и принудить войска ООН к отступлению. Для этого были выделены пять боевых групп. На крайнем восточном фланге 12-я и 15-я северокорейские дивизии должны были прорвать порядки 3-й дивизии и столичной дивизии ROK, двигаясь на Пхохан и Кёнджу. Центр атаковали 9-я, 4-я, 2-я и 10-я дивизии КНА., с целью прорвать порядки второй американской пехотной дивизии у выступа реки Нактонган и двигаться на Мирян и Йонсан.

## Битва

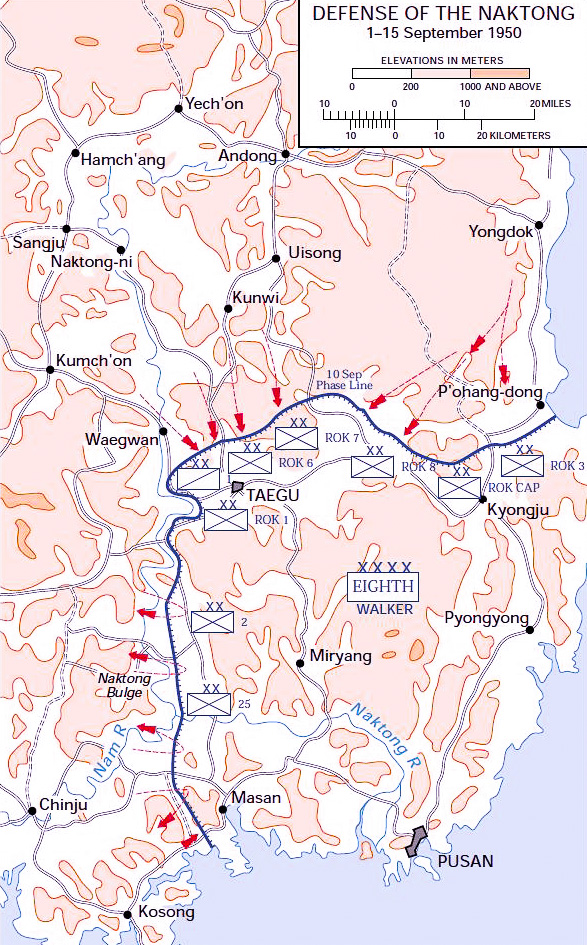
Пусанский периметр в сентябре 1950. Коридор Кёнджу на северо-востоке.

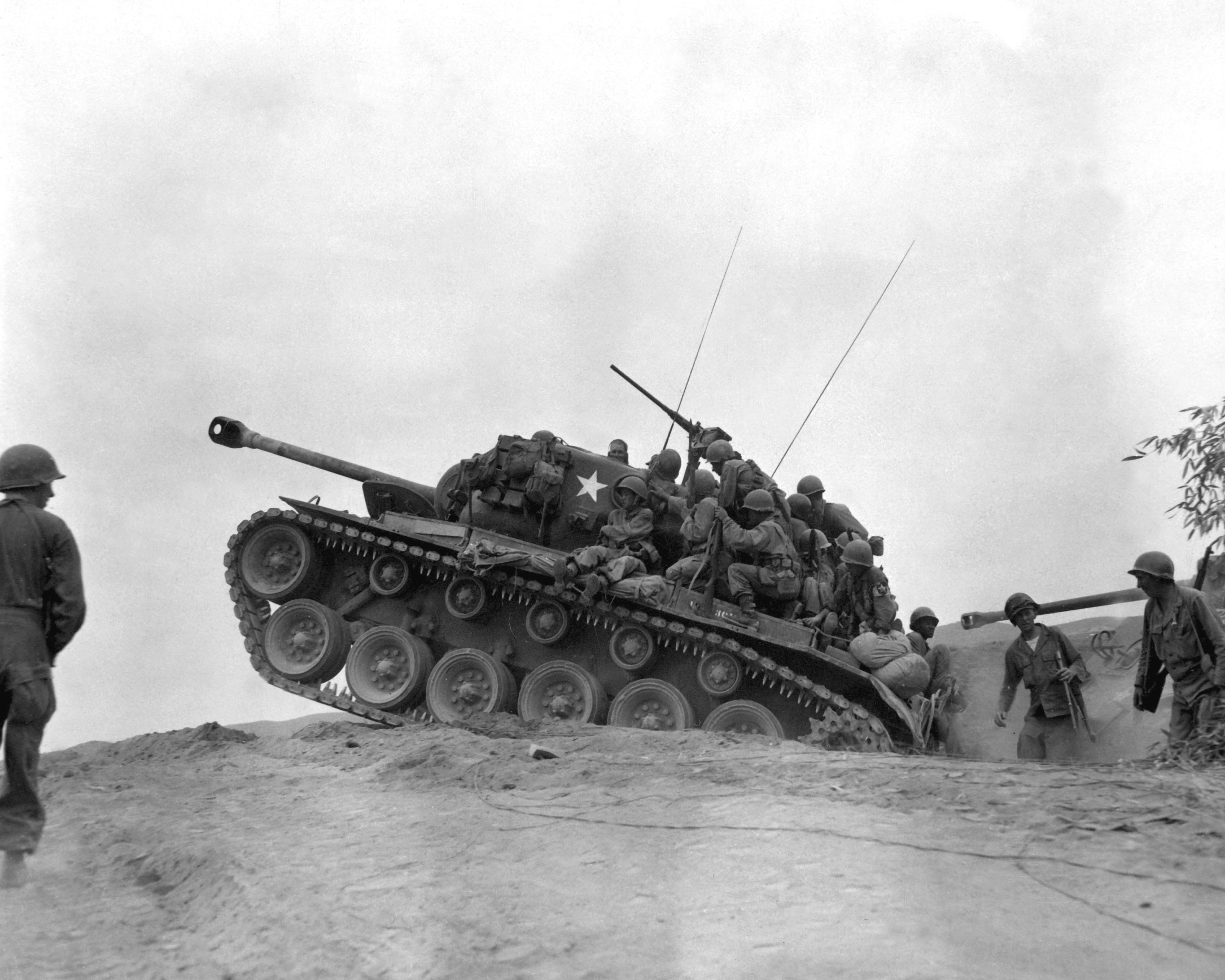
Танковый десант из пехотинцев 9-го американского пехотного полка на борту танка М26 «Першинг» ожидает попытки противника перейти через реку. 3 сентября 1950.

Наутро 1 сентября 1-й и 2-й полки 9-й дивизии КНА в своём первом наступлении в ходе войны после успешной переправы через реку и просачивания через американские линии находились только в нескольких милях от Ёнсана. 3-й полк дивизии остался в Инчхоне, но командующий дивизией генерал-майор Пак Куо Сам считал что шансы захвата Ёнсана достаточно высоки.
При приближении 9-й дивизии КНА к Ёнсану 1-й полк находился на севере, а 2-й на юге. Дивизия обладала необычайно мощными силами поддержки: батальон 76-мм артиллерийских орудий из 1-го корпуса КНА, зенитный артиллерийский батальон, два танковых батальона 16-й бронетанковой бригады КНА, артиллерийский батальон из 4-й дивизии. За 9-й дивизией через реку переправилась 4-я, она была ослаблена, неукомплектована, испытывала недостаток вооружения и большей частью была собрана из необученных пополнений. Захваченный северокорейский документ упоминал об этой группировке, наступавшей от Синбан-ни на выступ реки Нактонган как о главной силе 1-го корпуса. К полудню 1 сентября части 9-й дивизии достигли высот к западу от Ёнсана.
Наутро 1 сентября командование 9-го пехотного полка 2-й американской пехотной дивизии располагало только остатками рассеянной роты Е, войск для защиты Йонсана фактически не было. Оказавшись в такой чрезвычайной ситуации, генерал-майор Лоуренс Б. Кейзер придал полку 2-й сапёрный боевой батальон. На позиции близ Йонсана были также отправлены 72-й танковый батальон и рота разведки 2-й дивизии. Командир полка планировал разместить сапёров на цепи низких холмов окружавших дугой Йонсан с северо-запада.

### Наступление северокорейцев
Рота А 2-го сапёрного боевого батальона выдвинулась к южной стороне дороги Йонсан — река Нактонган. Рота D 2-го сапёрного батальона находилась на северной стороне дороги. Приблизительно в 3, 2 км от Йонсана 300 северокорейцев вступили в перестрелку с ротой А. Бой продолжался несколько часов, поддержку сапёрам оказал танк ПВО М19 из 82-го батальона ААА. Тем временем с одобрения генерала Бредли рота D незамедлительно переместилась на высоту, откуда открывался обзор на Йонсан. Пехотный взвод занял позицию в тылу роты. Роте А было приказано отступить к западному краю Йонсана на левый фланг роты D. Там рота А заняла позицию вдоль дороги, слева была позиция роты С сапёрного батальона, за ротой С стояла разведрота 2-й дивизии. Гора, занятая ротой D, на деле представляла собой западную вершину обширной горной гряды лежащей к юго-востоку от города. Дорога на Мирян выходящая на юг из Йонсана огибала западную высоту этой горы и затем поворачивала на восток вдоль южной части подошвы. Таким образом, позиция роты D господствовала не только над городом, но и над выездом из города — дорогой на Мирян.
Северокорейцы также приближались к Йонсану и с южного направления. Разведрота 2-й американской дивизии и танки 72-го танкового батальона вступили с ними в ожесточённый бой. В этом бою сержант первого класса Чарльз У. Тёрнер из разведроты совершил подвиг. Он поднялся на крышу танка, взял на себя управление башенным пулемётом и направлял танковый огонь, который по донесениям уничтожил семь северокорейских пулемётов. Тёрнер и его танк попали под плотный огонь противника, разбивший танковый перископ и антенну, было зафиксировано более 50 попаданий. Тёрнер будучи раненым оставался на крыше танка пока не был убит. Этой ночью северокорейцы перешли через небольшую возвышенность близ Йонсана и вошли в город с юга.
Теперь северокорейцы попытались прорваться через позиции сапёров. После рассвета им не удавалось ввести в битву подкрепления, так как позиция роты D господствовала над городом и подходами к нему. В этой битве бушевавшей до 11.00 у сапёром не было ни артиллерийской ни миномётной поддержки. Роте D удалось компенсировать это обстреливая северокорейскую пехоту из новых 3,5 дюймовых и 2,36 дюймовых ракетных установок. Обстрел из 18 базук вместе с пулемётным огнём и стрельбой из лёгкого стрелкового оружия причинил тяжёлые потери северокорейцам, которые отчаянно пытались пробиться к востоку на Мирян. Танки рот А и В, 72-го танкового батальона на южном и восточном краю Йонсана также оказывали поддержку сапёрам. Из офицерского состава роты D в бою стоившем роте 12 убитыми и 18 ранеными не пострадал только ротный командир. Околица Йонсана и склоны холма к югу от города были покрыты телами северокорейцев и разбитым вооружением.

### Подкрепления
В ходе биты проходившей утром под Йонсаном командиры собрали около 800 человек из 9-го полка подошедших к городу от позиций вдоль реки. Среди них были роты F и G, которые не оказались на пути переправы основных сил северокорейцев и успешно отступили на восток. У них не было расчётов для орудий и тяжёлого вооружения. В полдень 2 сентября танки и реорганизованный 2-й американский батальон 9-го пехотного полка пошёл в наступление через позиции роты А 2-го боевого сапёрного батальона на Йонсан и к 15.00 восстановил контроль над городом. Позднее два расчёта базук из рота А 2-го боевого сапёрного батальона подбили три танка Т-34 к западу от Йонсана. В течение дня американцы ударами воздушных и наземных сил уничтожили ещё несколько северокорейских танков к юго-западу от города. К вечеру северокорейцы были отброшены к холмам на западе. Вечером 2-й батальон и рота А 2-го боевого сапёрного батальона захватили цепочку низких холмов в 800 м от города. Сапёры наступали на западе, а 2-й батальон на юго-западе. Наступление северокорейцев на Мирян было остановлено. В это время американские части, испытывающие отчаянную нехватку состава начали пополняться корейскими рекрутами, прошедшими обучение по программе KATUSA. Культурные различия между южнокорейскими рекрутами и американскими бойцами породили трения.
2 сентября в 09.35, в то время как северокорейцы пытались сокрушить сапёров на южной оконечности Йонсана и зачистить дорогу на Мирян, Уокер разговаривал по телефону с генерал-майором Дойлом О. Хики, заместителем начальника штаба американского дальневосточного командования в Токио. Уокер описал ситуацию сложившуюся вокруг периметра и заявил, что наиболее опасным является положение в секторе между 2-й и 25-й американскими пехотными дивизиями. Уокер обозначил местоположение своих резервных сил и свои планы по их использованию. Он сказал, что начал выдвижение 1-й временной бригады морской пехоты к Йонсану, но всё ещё не освободил морпехов в виду их занятости и хочет быть уверенным, что генерал Макартур одобрит их использование, поскольку знает, что эта мера приведёт к вмешательству в другие планы дальневосточного командования. Уокер сказал, что не видит, как без этого сможет восстановить линии 2-й дивизии. Хики ответил, что ещё вчера Макартур одобрил использование американских морских пехотинцев, если Уокер сочтёт это необходимым. Через несколько часов после этой беседы Уокер в 13.15 придал первую временную бригаду морской пехоты ко второй дивизии и отдал приказ об общем совместном наступлении с вовлечением всех сил дивизии и бригады с задачей разбить северокорейцев к востоку от реки Нактонган в секторе 2-й дивизии и восстановить линию у реки. По завершении миссии морские пехотинцы должны были выйти из под командования 2-й дивизии.

### Контратака от 3 сентября

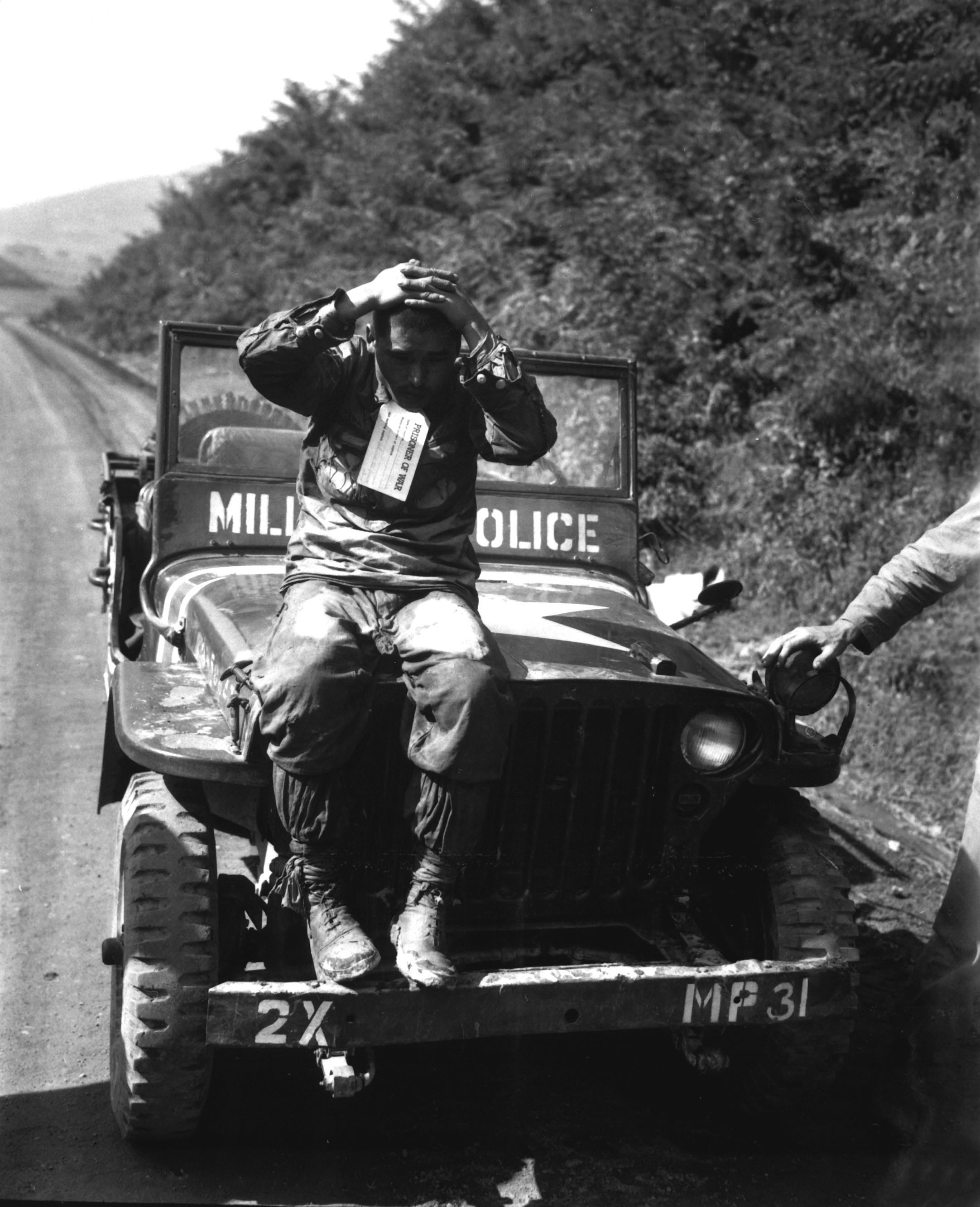
Захваченный морскими пехотинцами северокореец с табличкой пленного на груди. 4 сентября 1950.

В полдень того же дня командиры 8-й армии, 2-й американской дивизии и 1-й временной бригады морпехов провели совещание на командном посту 2-й дивизии. Было принято решение что морские пехотинцы атакуют 3 сентября в 08.00 вдоль дороги Йонсан — река Нактонган. 9-й пехотный полк, рота В 72-го танкового батальона и батарея D 82-го батальона ААА должны были пойти в наступление северо-восточнее морских пехотинцев и попытаться восстановить связь с 23-м американским пехотным полком, 2-м сапёрным батальоном, остатками 1-го батальона, 9-го полка. Отделения 72-го танкового батальона должны были атаковать на левом фланге или южнее морских пехотинцев и восстановить связь с 25-й дивизией. Командование восьмой армии отдало приказ штабам 24-й американской пехотной дивизии и 19-го американского пехотного полка выдвигаться в область Сусан-ни в 13 км к югу от Миряна и в 24 км восточнее слияния рек Нам и Нактонган. Оттуда они могли вступить в битву как в зоне 2-й, так и в зоне 25-й дивизии.
Войска удерживающие линию на передних холмах к западу от Ёнсана состояли из роты G 9-го пехотного полка находящейся к северу от дороги идущей на запад через Коган-ни к Нактонган, роты А 2-го сапёрного боевого батальона к югу от дороги. Ниже сапёров стояла рота F 9-го пехотного полка. 3 сентября между 03.00 и 04.30 1-я временная бригада морской пехоты выдвинулась вперёд в области сбора. 2-й батальон 5-го полка морской пехоты собирался к северу от Ёнсана, 1-й батальон 5-го полка морской пехоты к югу. 3-й батальон 5-го полка морской пехоты укрепился к юго-западу от Ёнсана вдоль подходов к сектору полка с этого направления.
Ночью сапёрная рота вступила в масштабный бой с северокорейцами и так и не достигла своих целей. На рассвете 3 сентября рота А пошла в атаку с целью захвата высоты являвшейся частью линии выдвижения морских пехотинцев. Компания с боем прошла 91 м по склону до вершины, которую удерживали окопавшиеся северокорейцы. В этой точке командир роты перехватил брошенную северокорейцами гранату, бросил её в сторону от своих людей и при взрыве был ранен её осколками. В итоге рота при поддержке огня танка морской пехоты достигла своей цели, но битва за линию выдвижения этим ранним утром привела к задержке планируемого наступления.
Атака морских пехотинцев началась в 08.55 они наступали через рисовое поле на удерживаемую северокорейцами высоту в 800 м к западу. 1-й батальон 5-го полка морской пехоты находящийся к югу от дороги ведущей с востока на запад достиг своей цели после того как северокорейские солдаты попав под авианалёт дрогнули и бросились вниз по северному склону и пересекли дорогу двигаясь по направлению к высоте 116 в зоне 2-го батальона. Северокорейские подкрепления, двинувшиеся со второго хребта оказались на открытых рисовых полях попали под авиаудары, концентрированный артиллерийский огонь и огонь из винтовок 1-го батальона, что погубило многих из них. В полдень 1-й батальон выдвинулся к высоте 91.
К северу от дороги 2-й батальон, достигший северную вершину высоты 116 в 3, 2 км к западу от Ёнасана попал под сильный огонь противника. Северокорейцы удерживали высоту в течение дня, ночью рота D 5-го полка морской пехоты оказалась изолированной там. В бою к западу от Ёнсана бронетехника морской пехоты подбила четыре танка Т-34, пятый танк был оставлен своим экипажем. Этой ночью морские пехотинцы окопались на линии в 3, 2 км к западу от Ёнсана. Днём 2-й батальон потерял 18 убитыми и 77 ранеными, большинство потерь пришлось на роту D. Общие потери морских пехотинцев 3 сентября составили 34 убитых и 157 раненых. 9-й пехотный полк пошёл в наступление на север на одной линии с морскими пехотинцами, чтобы тем самым скоординировать свою атаку с наступлением морских пехотинцев.

### Контратака от 4 сентября
Перед полуночью 3-й батальон 5-го полка морской пехоты получил приказы пройти через порядки 2-го батальона и утром пойти в атаку. Проливные дожди, разразившиеся ночью, снизили боевой дух войск. Северокорейцы вели себя необычно тихо и послали несколько патрульных групп для нападения.
Контратака продолжилась 4 сентября в 08.00 и сначала встретила слабое сопротивление. К северу от дороги 2-й батальон быстро завершил захват высоты 116, с которой ночью отступили северокорейцы. К югу от дороги 1-й батальон захватил, по-видимому, командный пункт 9-й дивизии КНА. Там ещё оставались палатки и разбросанное оборудование, два танка покинутых Т-34 в превосходном состоянии. Танки и наземные войска наступали вдоль дороги заваленной телами северокорейцев, разбитым и брошенным оборудованием. К ночи контратакующие силы продвинулись ещё на 4,8 км.
Ночь до самого рассвета прошла тихо. Затем северокорейцы предприняли атаку против 9-го пехотного полка справа от морских пехотинцев, наиболее мощный удар приняла на себя рота G. Снова начался дождь, и наступление пришлось на самый разгар ливня. Сержант первого класса Лорен Р. Кауфман повёл свой взвод с аванпоста на помощь роте и наткнулся на северокорейцев, занявших круговую оборону на линии хребта. Он заколол штыком передового разведчика и атаковал следующих за ним гранатами и огнём из винтовки. Своей внезапной атакой ему удалось ввести в замешательство и рассеять отряд противника. Кауфман повёл свой взвод дальше на помощь роте G оказавшейся под тяжёлым прессом противника. В последующей битве Кауфман возглавлял штурмы северокорейских позиций и в рукопашном бою заколол свыше четырёх северокорейских солдат, разгромил пулемётное гнездо и уничтожил расчёт вражеского миномёта. Американская артиллерия сосредоточила огонь перед фронтом 9-го пехотного полка, что очень помогло отбить северокорейцев в битве продолжавшейся ночью и днём.

### Контратака от 5 сентября
Утром 5 сентября после 10 минутной артподготовки американцы пошли в наступление. Так начался третий день их контрнаступления. Весь день шёл дождь. С развитием наступления морские пехотинцы достигли хребта Обон-ни. 9-й пехотный полк дошёл до холма клеверного листа, где в прошлом месяце полк ожесточённо сражался в ходе первой битвы за выступ реки Нактонган. В первой половине дня американцы заметили северокорейцев, окапывающихся на высоте впереди. Морские пехотинцы подошли к проходу между двумя холмами и заняли позиции перед высотами, удерживаемыми северокорейцами.
В 14.30 приблизительно 300 северокорейских пехотинцев пришли из деревни Тугок и с замаскированных позиций и нанесли удар по роте В на высоте 125 к северу от дороги и к востоку от деревни Тугок. Два танка Т-34 застали врасплох и подбили два передовых танка морской пехоты М-26 «Першинг». Поскольку два подбитых танка М-26 загораживали линию огня четыре остальных отступили чтобы занять более выгодные позиции. Штурмовые команды роты В и 1-го батальона вооружённые 3,5 дюймовыми базуками вступили в бой, обстреляли танки и уничтожили два из них и следующий за ними бронетранспортёр. Северокорейцы пошли в отчаянную атаку, отражая атаку рота В потеряла 25 человек пока ей на помощь не пришли подкрепления из рота А. Обстрел армейской артиллерии и 81 мм миномётов морской пехоты помогли отбить вражеское наступление.
В ходе боёв 5 сентября обе стороны по всему Пусанскому периметру понесли тяжёлые потери. Армейские части потеряли 102 чел. убитыми, 430 ранеными и 587 пропавшими без вести, всего было потеряно 1.119 чел. Части морской пехоты потеряли 35 убитыми, 91 ранеными, но никто не пропал в ходе боёв, всего было потеряно 126 человек. Всего в этот день американцы потеряли 1.245 человек. Число потерь северокорейцев неизвестно, но предположительно они понесли тяжёлые потери.

### Северокорейцы отброшены
4 сентября в 20.00 генерал Уокер приказал первой временной бригаде морской пехоты в полночь 5 сентября выйти из оперативного подчинения 2-й дивизии. Он тщетно протестовал против высвобождения бригады, полагая, что ему понадобятся все войска для остановки северокорейского наступления на Пусанский периметр. 6 сентября в 00.15 морские пехотинцы начали покидать свои линии у хребта Обон-ни и направились в Пусан. Они должны были присоединиться к 1-му и 7-му полкам морской пехоты тем самым сформировав новую 1-ю дивизию морской пехоты.
Согласно показаниям пленных американское контрнаступление 3-5 сентября к западу от Йонсана привело к одному из самых кровавых поражений для северокорейской дивизии. Хотя уцелевшие части 9-й дивизии КНА при поддержке ослабленной 4-й дивизии всё ещё удерживали хребет Обон-ни, холм Клеверного листа и 6 сентября снова перешли реку Нактонган к окончанию американского контрнаступления наступательный потенциал дивизии был утрачен. 4-я и 9-я дивизии КНА были уже не способны завершить наступление.
После полуночи 6 сентября 1-й временная бригада морской пехоты получила приказ идти в Пусан и приготовиться к отправке в Японию и слиться с другими частями для формирования 1-й дивизии морской пехоты. Это решение было принято после жарких споров Уокера и Макартура. Уокер заявлял, что не сможет удержать Пусанский периметр без морской пехоты в резерве, а Макартур заявил, что без морской пехоты не сможет провести высадку в Инчхоне. В качестве компенсации Макартур отправил 17-й пехотный полк, а позднее ещё и 65-й для пополнения резерва Уокера, но последний не считал, что необстрелянные войска окажутся эффективными. Уокер считал, что эти переброски поставят под опасность Пусанский периметр, в то время как было неясно удастся ли его удержать.

## Послесловие
4-я и 9-я дивизии КНА были почти полностью уничтожены в сражениях у выступа реки Нактонган. К началу наступления 1 сентября 9-я дивизия насчитывала 9350 чел, а 4-я — 5500. После второй битвы за выступ реки Нактонган в Северную Корею вернулось только по несколько сот человек из каждой дивизии. Большая часть северокорейских войск была убита, попала в плен или дезертировала. Невозможно определить точное число северокорейских потерь под Йонсаном, здесь было потеряно значительное количество войск. Весь 2-й северокорейский корпус оказался в похожей ситуации, северокорейская армия, истощенная в боях за Пусанский периметр и отрезанная в Инчхоне, оказалась на грани поражения.
Потери США под Йонсаном также сложно сосчитать, поскольку рассеянные части дивизий в полном составе сражались вдоль выступа реки Нактонган без связи и общие потери в каждом районе не могли быть установлены. 2-я американская дивизия потеряла 1120 убитыми, 2563 ранеными, 67 попавшими в плен и 69 пропавшими без вести во время второй битвы за выступ реки Нактонган. В это число входит 180 человек, потерянных в ходе первой битвы за выступ реки Нактонган в прошлом месяце. Американские войска постоянно отбрасывались, но им удалось предотвратить прорыв Пусанского периметра северокорейцами. 1 сентября дивизия насчитывала 17 498 чел., но находилась на отличной позиции для наступления несмотря на свои потери. 1-я временная бригада морской пехоты потеряла 185 убитыми и 500 ранеными в ходе битвы за Пусанский периметр, большая часть людей была, возможно, потеряна под Йонсаном.
Снова проявилась фатальная слабость КНА, стоившая ей победы. После впечатляющих первоначальных успехов её коммуникации и система снабжения оказались не способными обеспечивать силы, вышедшие в прорыв, и поддерживать продолжающееся наступление перед лицом массированных ударов авиации, танков и артиллерии, которые могли быть сконцентрированы против сил КНА в критических пунктах. К 8 сентября атаки северокорейцев в районе были отражены.